# Ковачићи (Бијељина)
Ковачићи су насељено мјесто у граду Бијељина, Република Српска, БиХ.

## Историја
Насеље је настало 2012. године на основу „Одлуке о оснивању насељеног мјеста Ковачићи
на подручју града Бијељина“ (Службени гласник Републике Српске 91/2012 од 2. октобра 2012. године). До 2012. године насеље је било део насеља Загони.